# Baek Hee-Na
Det här är en artikel om en person med koreanskt personnamn; Baek är familjenamnet.
Baek Hee-Na, född 1 december 1971 i Seoul, är en sydkoreansk bilderbokskonstnär.
Baek Hee-Na har en kandidatexamen i pedagogik från Kvinnouniversitetet Ewha i Seoul i Sydkorea och en kandidatexamen i animation från California Institute of the Arts i Santa Clara i Kalifornien i USA. Hon har arbetat med reklam och animerade filmer.
Hon debuterade med bilderboken Gu-reum-bbang, som gjordes tillsammans med fotografen Kim Hyang Soo. Den skrevs 2004, efter det att hon fött sitt första barn, och har översatts till flera språk, bland andra till svenska med titeln Molnbullar. Oftast skapar Baek Hee-Na tredimensionella miljöer med hantverksmässiga metoder, vilka sedan fotograferas.
Baek Hee-Na utsågs till "Årets illustratör" på Barnboksmässan i Bologna i Italien 2005 och mottog 2020 Litteraturpriset till Astrid Lindgrens minne.